# Aftonbladet
För andra betydelser, se Aftonbladet (olika betydelser).
Aftonbladet är en svensk kvälls- och nättidning grundad den 6 december 1830 av Lars Johan Hierta, vars ledarsida sedan början av 1960-talet har den politiska beteckningen ”oberoende socialdemokratisk”. Sedan den 25 augusti 1994 finns Aftonbladet också på webben, via webbplatsen Aftonbladet.se. Tidningen har även webb-TV (Aftonbladet TV), podcast-kanaler, med mera. Aftonbladet anges, sedan lanseringen av sin webbplats, ha haft en oöverträffad nummer-ett-position gällande online-nyheter. Enligt analysföretaget Kantar Sifo har Aftonbladets webbplatser, jämfört med andra angivna webbplatser, höga siffror avseende svenska internetanvändares besök, räckvidd och sidvisningar.
Aftonbladet ägs av den norska mediekoncernen Schibsted Media Group till 91 procent och Landsorganisationen i Sverige (LO) till 9 procent. Ägarandelarna är gällande sedan 2009. LO har enligt ett avtal med Schibsted vetorätt gällande att tillsätta Aftonbladets politiske chefredaktör, men har inget inflytande över journalistiken. Aftonbladet Hierta AB hade 275 anställda år 2018.

## Historia

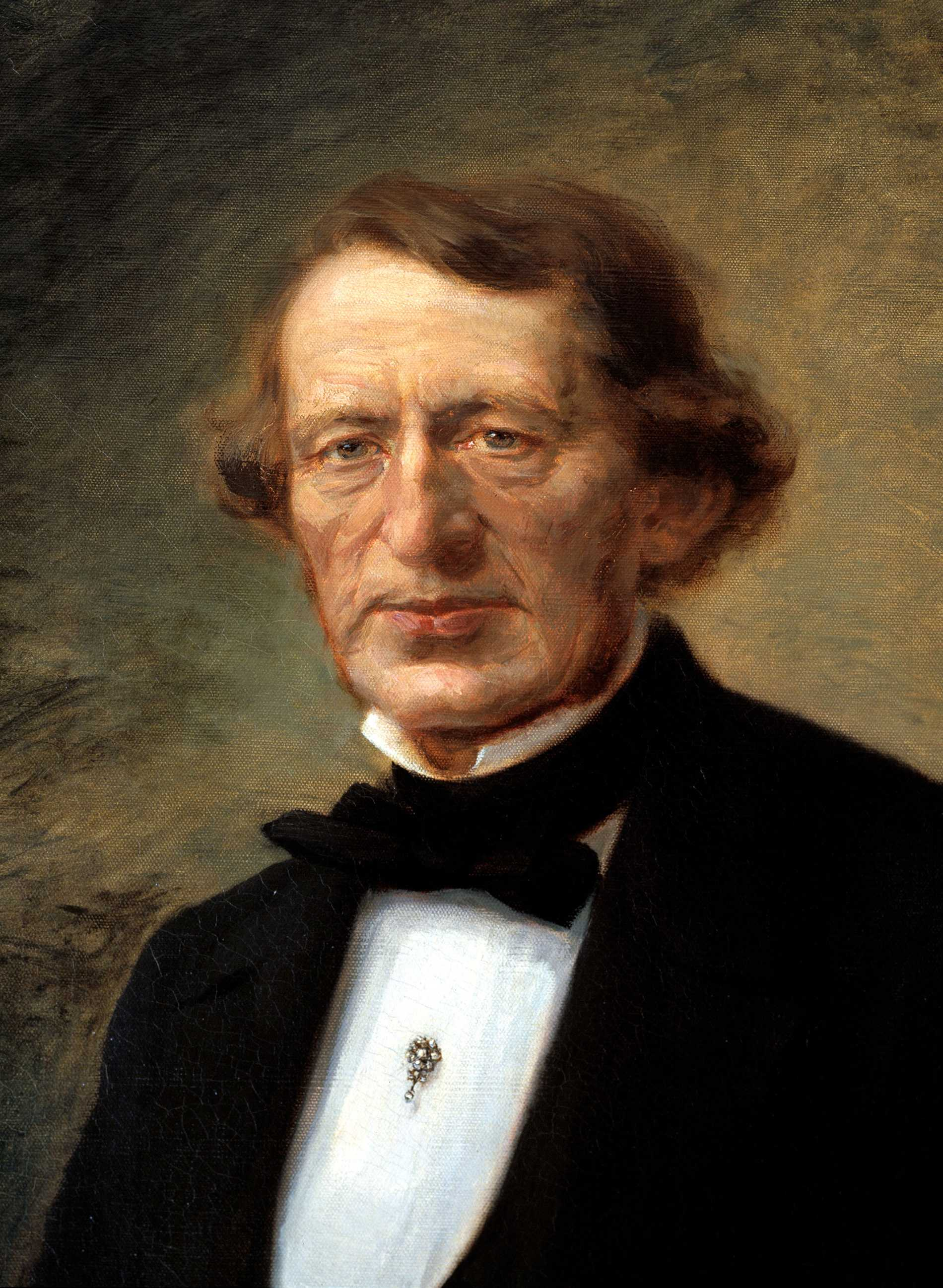
Lars Johan Hierta är Aftonbladets grundare och var den första chefredaktören för tidningen.

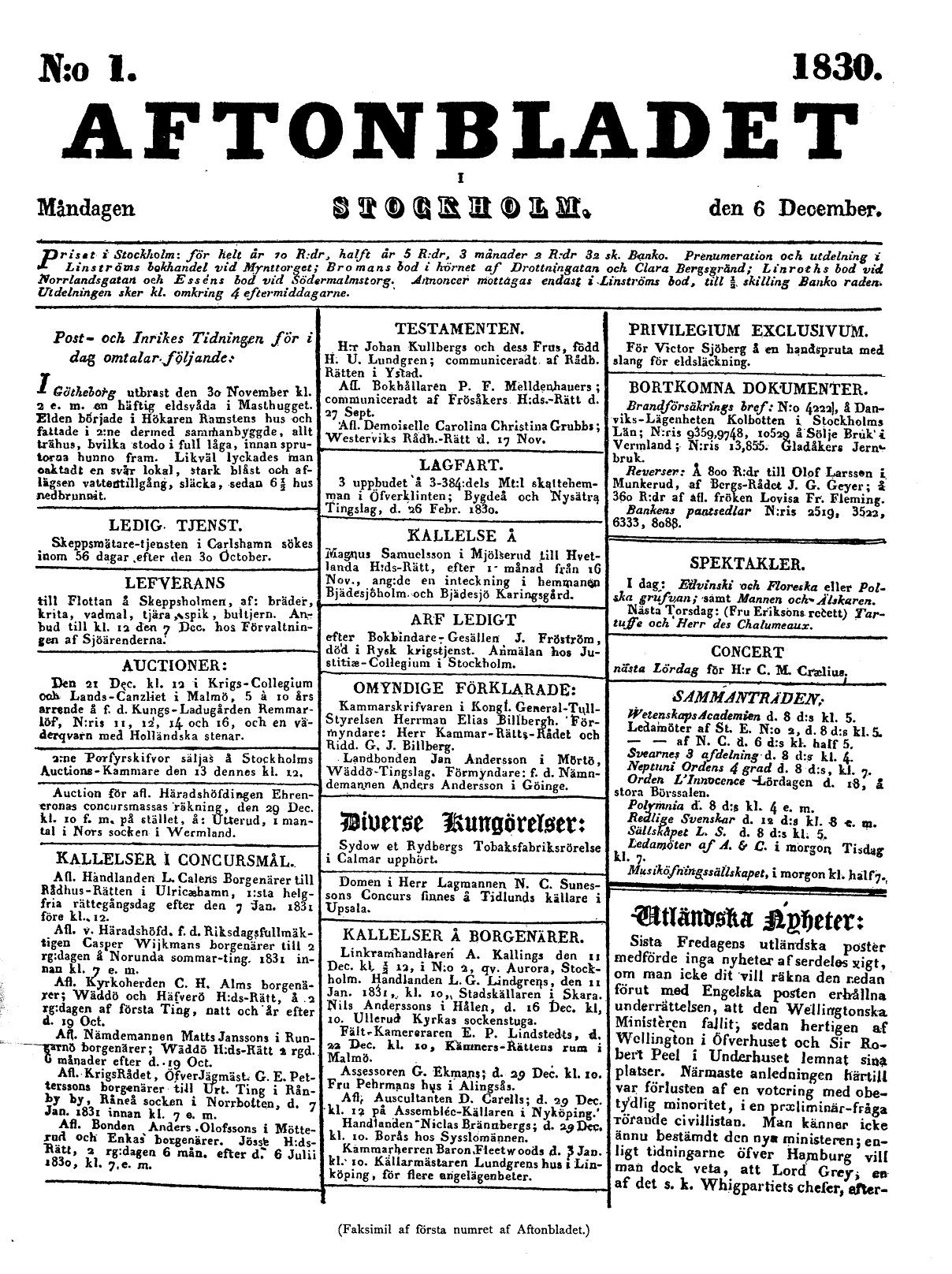
Förstasidan av den första utgåvan av Aftonbladet från den 6 december 1830.

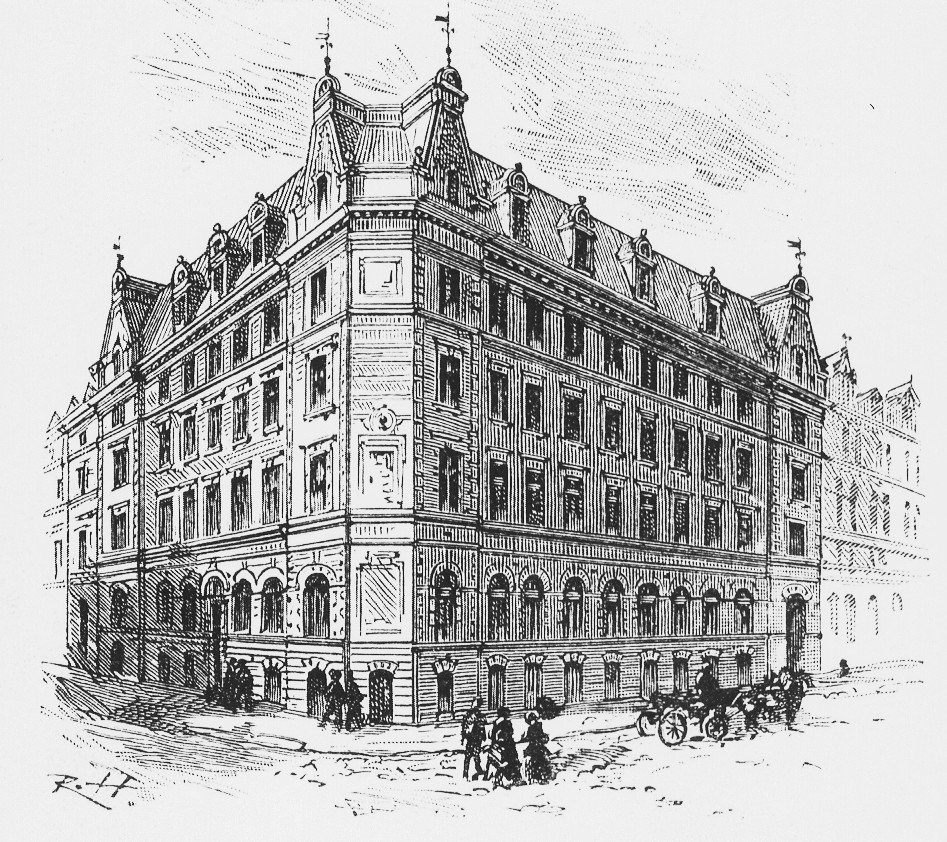
Aftonbladets "nya" redaktionshus 1888.

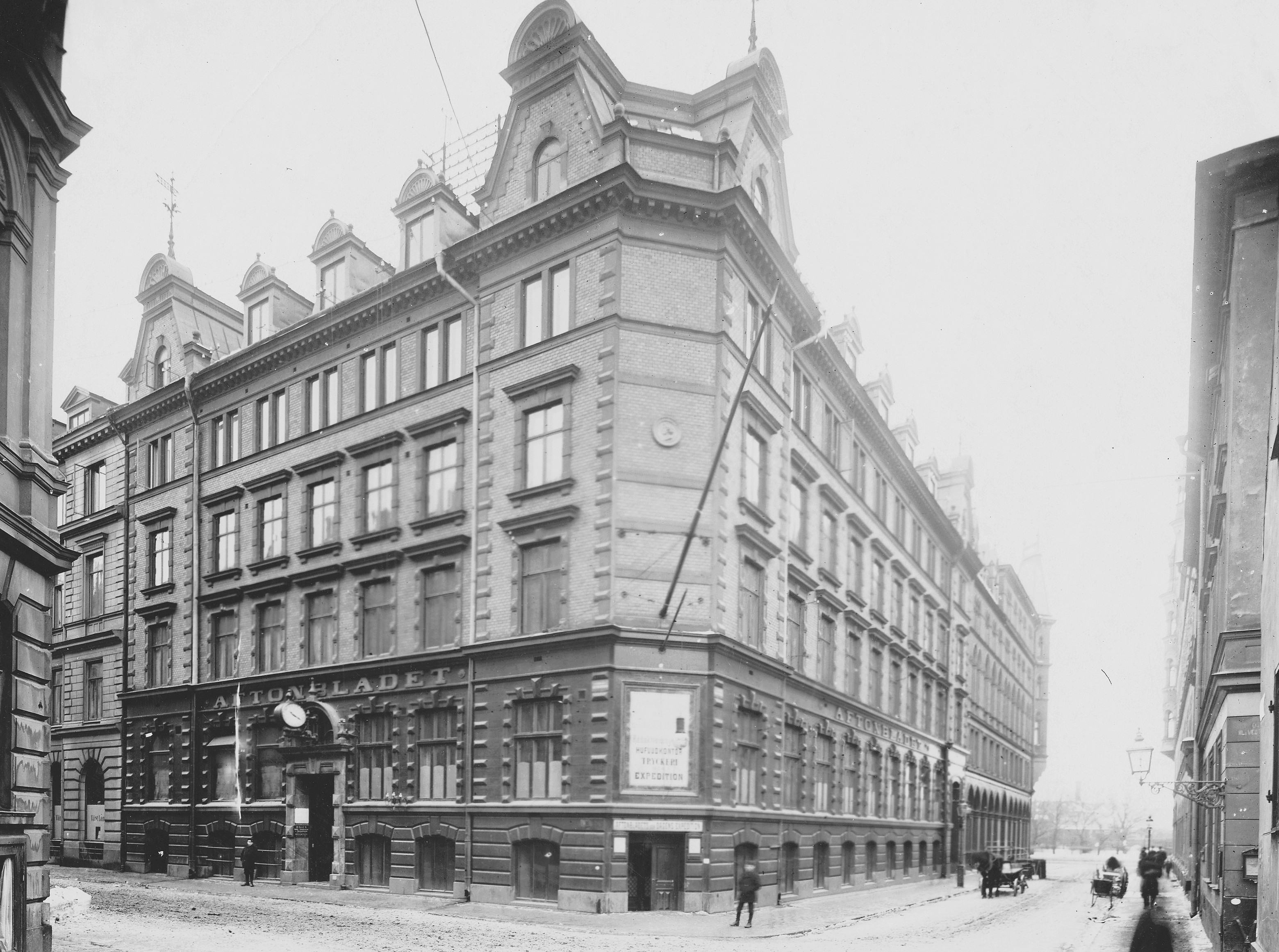
Aftonbladets tidningshus vid Klara västra kyrkogata, 1905.

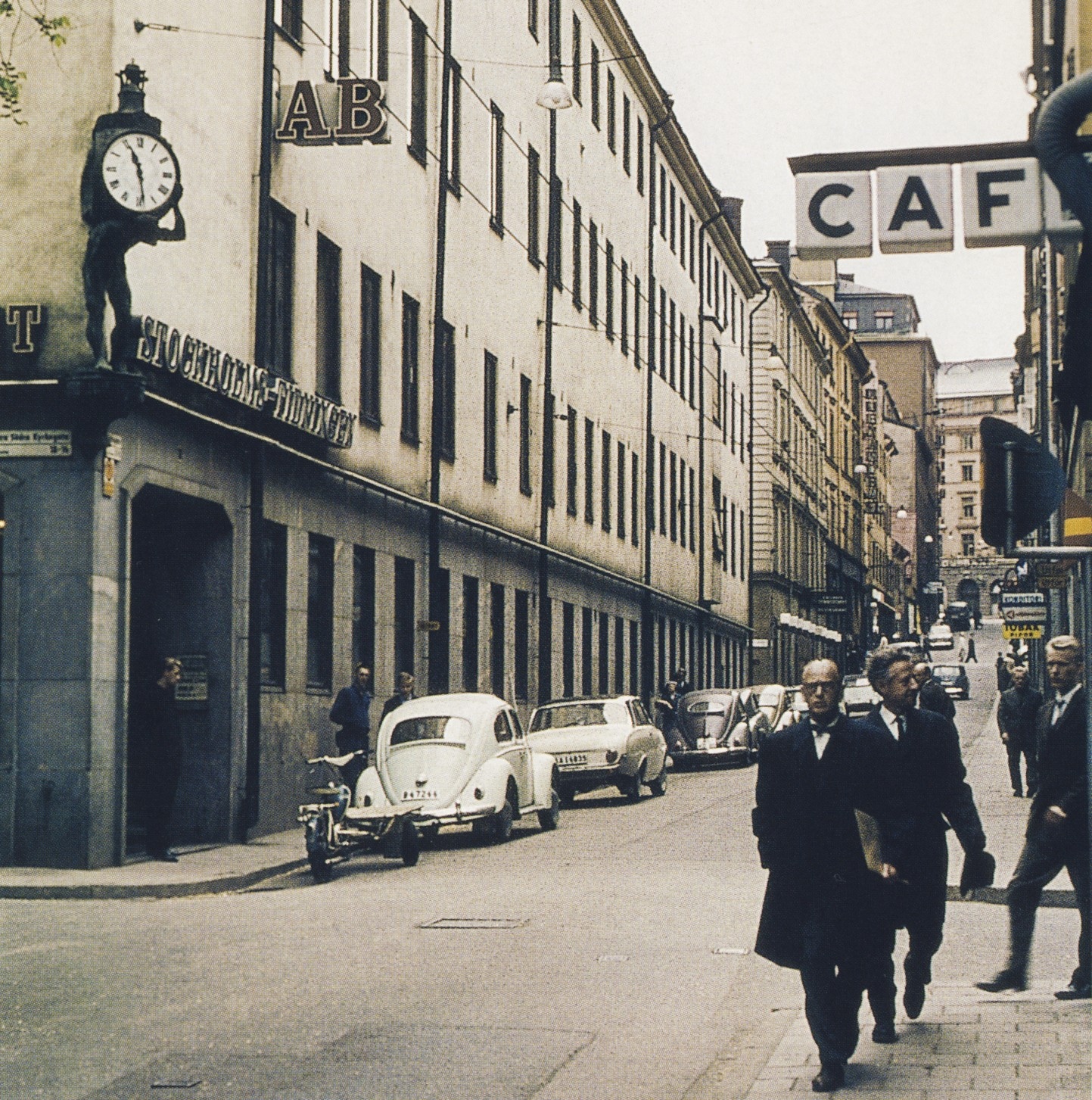
Aftonbladets och Stockholms-Tidningens kontorshus vid Vattugatan, 1964.

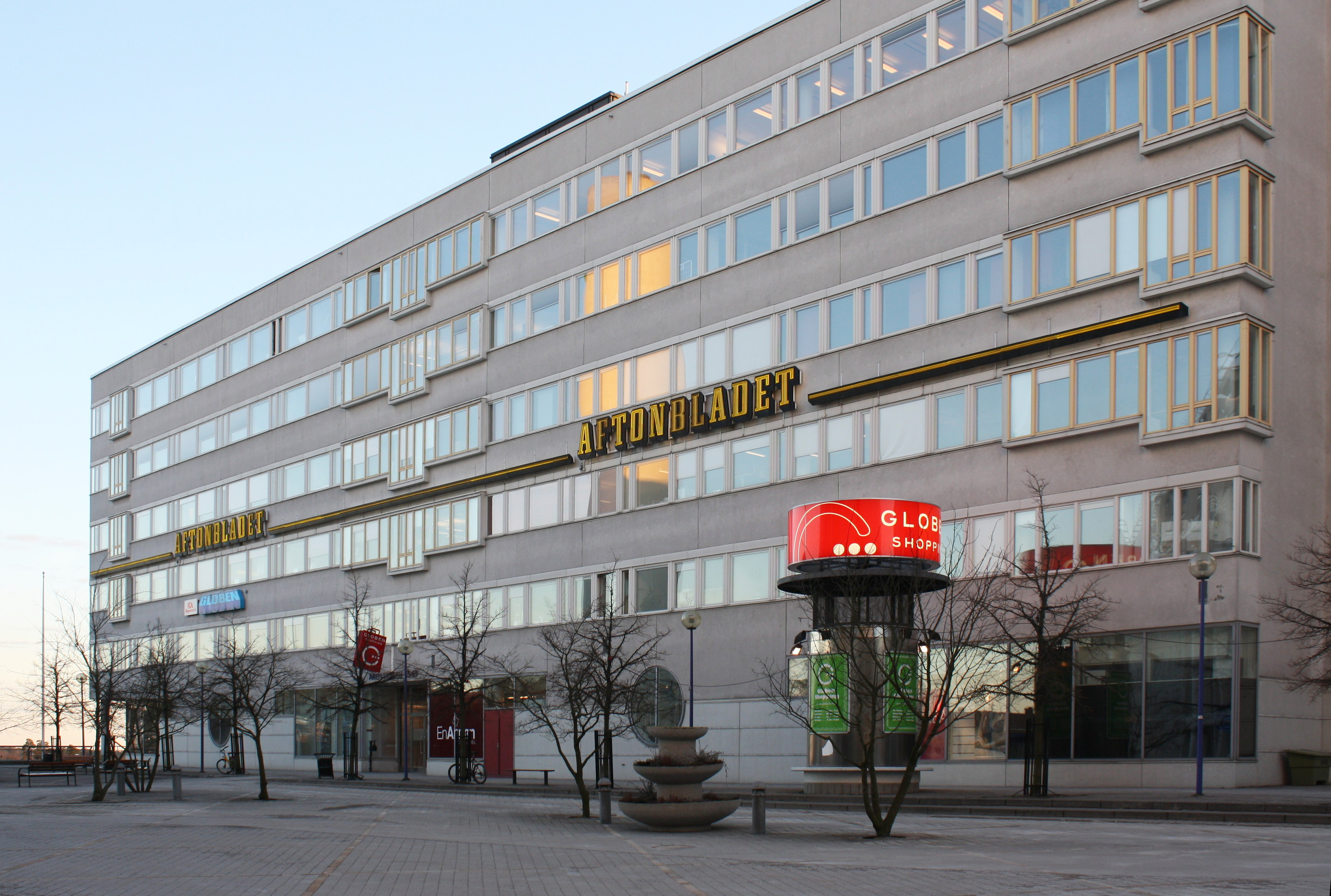
Aftonbladets lokaler vid Globen, 2009.

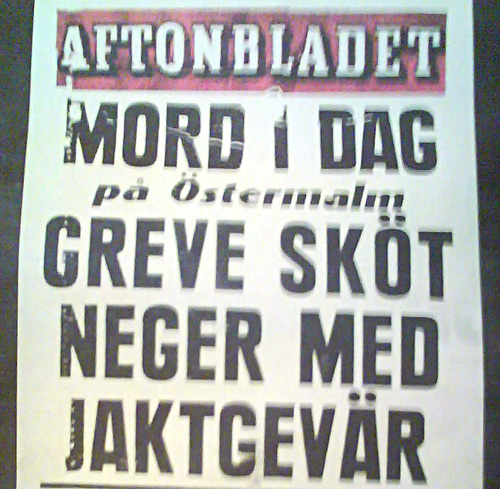
Sveriges inom journalistkretsar mest kända löpsedel publicerad av Aftonbladet i februari 1970.

### Bakgrund
En tidning var inget som en vanlig svensk kom i kontakt med i början av 1800-talet. En normal tidningsupplaga var något hundratal exemplar. Under 1810- och 1820-talen växte oppositionen mot kungamakten och riksdagen 1828–1830 präglades av den liberala oppositionen, en utveckling som även förekom i andra länder i Europa och hade sin grund i att det ökande välståndet gjorde medelklassen alltmer inflytelserik. Kung Karl XIV Johan stödde under sin regeringstid ekonomiskt de tidningar som stödde kungamakten. År 1830 startade tidningen Fäderneslandet med Magnus Jacob Crusenstolpe som redaktör och Svenska Minerva med Johan Christoffer Askelöf som redaktör, båda betalda av kungen för att försvara kungamakten. Andra kungatrogna tidningar under 1820-talet var Journalen, Granskaren, Stockholms Tidning, Stockholms Dagblad samt Post- och Inrikes Tidningar. På den liberala sidan fanns Fredrik Cederborgh och Georg Scheutz som redan 1816 började utgivningen av Anmärkaren följt av Argus och Medborgaren.

### Aftonbladet startas 1830
Lars Johan Hierta arbetade i Riddarhusets kansli under riksdagen 1823 och kom då i kontakt med den liberala oppositionen. Han skrev i tidningarna Argus och Stockholms-Posten innan han tillsammans med Crusenstolpe startade Riksdagstidningen 1828 som skrev om riksdagen 1828–1830. Hierta lyckades få Riksdagstidningen att gå med vinst och beslöt att starta en egen tidning, Aftonbladet, vars första nummer kom ut i december 1830.
Den nya tidningen stödde den liberala oppositionen mot kungamakten (Aftonbladet var under 1800-talet borgerligt liberal) men Hierta drev tidningen på ett sätt som gjorde att den snabbt kom att få inflytande. Argus och Medborgaren var inga nyhetstidningar medan Aftonbladet hade ett innehåll som kunde intressera många människor: svenska och utländska nyhetshändelser inom politiken samt kulturnyheter om litteratur och teater. Tidningen innehöll också annonser och den publicerades på kvällen så att redaktionen kunde ta nyheter ur andra tidningar men också publicera de nyheter som kommit med posten under dagen. Med hjälp av höga löner kunde Hierta locka till sig landets bästa journalister och redan under det andra året var Aftonbladet Sveriges största och mest spridda tidning med över 3 000 exemplar i upplaga. I slutet av 1830-talet hade tidningen 7 500 prenumeranter och en lösnummerförsäljning som totalt innebar att varje nummer lästes av 100 000 personer.
Kungamakten och de konservativa förhöll sig ytterst kritiska mot Aftonbladet. I en recension kallade Atterbom tidningen för "riks-pöbeltidningen". Genom beslut i riksdagen 1812 var ansvarig utgivare tvungen att ha utgivningsbevis för utgivning och hovkanslern hade rätt att dra in utgivningsbeviset om en tidning ansågs vara "vådlig för allmän säkerhet, eller utan skäl och bevis förnärmande personlig rätt eller av en fortfarande smädlig egenskap". Aftonbladet fick sitt utgivningsbevis indraget många gånger men Hierta kunde snabbt skaffa sig nya utgivningsbevis genom bulvaner. Tidningen döptes om till Det femte Aftonbladet, Det sjätte Aftonbladet och så vidare. Under 1838 drogs Aftonbladet in tio gånger av hovkansler Hartmansdorff utan att utgivningen stoppades. Därefter användes indragningsmakten endast sporadiskt och den avskaffades av riksdagen 1844. Sista numret av Det Tjugondesjette Aftonbladet kom ut den 31 december 1851 efter det bytte tidningen namn till Aftonbladet.

### 1800- till 1900-tal
Med August Sohlman som ägare under åren 1851–1929 blev tidningen alltmer konservativ och tyskvänlig. "Brokiga blad", Sveriges första kolorerade veckotidning, utkom åren 1907–1930. Halvveckoupplagan, som startade 1890, blev en stor succé. Den hade som mest 150 000 prenumeranter och lästes av en halv miljon svenskar.
Den 28 december 1902 meddelade Aftonbladet att man för 7 000 kronor beställt en "automobilvagn" med tillhörande släp. Bilen tillverkades vid Aktiebolaget Södertälje verkstäder efter ritningar från Tyskland. Hastigheten uppgavs till 40 kilometer per timme och syftet angavs till: 'Ändamålet med detta inköp är flerfaldigt: dels att åt våra referenter förskaffa ett fortskaffningsmedel, med hvars tillhjälp de blifva i stånd att lämna snabbare och fullständigare referat af inom staden och dess omgifningar inträffande händelser af olika slag, dels att med största möjliga snabbhet få våra tidningar distribuerade till filialkontoren och utdelningsställena i hufvudstaden. Slutligen komma då och då längre korrespondensturer att med denna droska företagas; början härmed göres i sommar, då marschrouten är: Sverige rundt."

### Torsten Kreuger ägare 1932–1956
1932 köpte Torsten Kreuger, bror till Ivar Kreuger, Aftonbladet. Aftonbladet hade därefter beteckningen neutral, och stödde 1932 den tillträdande socialdemokratiska regeringen under ledning av Per Albin Hansson, för att sedan från mitten av 1930-talet bli en liberal tidning med förankring till det nybildade partiet Folkpartiet. P G Peterson var chefredaktör mellan åren 1933 och 1956. Politiskt stödde tidningen Tyskland under Adolf Hitlers regim och framförde åsikten att det var en mer fredlig lösning att tillåta Hitlers annekteringar av delar av Europa. Som motvikt till Aftonbladets tyskvänlighet startade den fackliga samarbetsorganisationen LO tidningen Aftontidningen.

### LO ägare 1956–1996
LO köpte Aftonbladet från Torsten Kreuger den 8 oktober 1956. Kulturredaktör 1957–1975 var Karl Vennberg. En rekordstor upplaga under 1960-talet följdes av nedgång under 1970-talet. Chefredaktörerna Thorbjörn Larsson och Rolf Alsing förnyade tidningens innehåll och form under 1980-talet och 1990-talet. Efter 100 år i Klara flyttade Aftonbladet 1989 till Globen City. Den 25 augusti 1994 blev tidningen den första svenska tidningen som gjorde en internetupplaga.

### Inom Schibstedkoncernen från 1996
Den 2 maj 1996 köpte den norska mediekoncernen Schibsted 49,9 procent av Aftonbladet, och samma år gick Aftonbladet om Expressen och blev Sveriges största dagstidning. De resterande 50,1 procent av aktierna behöll LO och behöll därmed också kontrollen över tidningens politiska inriktning. Det innebar att Aftonbladets fortsatte att vara oberoende socialdemokratisk. Den 15 juni 2009 köpte Schibsted ytterligare 41,1 procent av aktierna, och ökade därmed sitt innehav till 91 procent. LO äger fortfarande 9 procent och har genom avtal med Schibsted fortsatt rätt att bestämma vem som ska vara chefredaktör för ledar-, debatt- och kulturavdelningen.
År 1997 tillträdde Anders Gerdin som chefredaktör och ansvarig utgivare. Chef för kulturredaktionen var Håkan Jaensson. Den 1 januari 2008 blev Jan Helin chefredaktör och vd (så  kallad publisher). Han avgick den 15 december 2015 för att bli programdirektör på Sveriges Television. Till ny chefredaktör och vd utsågs redaktionschefen Sofia Olsson Olsén. 2018 blev Lena K. Samuelsson chefredaktör och vd.
År 2009 utsågs Åsa Linderborg till chef för kulturredaktionen, vilket hon var till 2019.
Under senare delen av 1990-talet samordnades tryckningen med morgontidningen Svenska Dagbladet i ett nybyggt och samägt tryckeri i stockholmsförorten Akalla.
I augusti 2009 utlöste en artikel om organstöld och organhandel, skriven av frilansjournalisten Donald Boström och publicerad på Aftonbladets kultursidor, en kontrovers mellan Sveriges och Israels regeringar.
Den 13 juni 2009 tillkännagavs att Aftonbladet och Svenska Dagbladet skulle flytta in i samma fastighet, Kungsbrohuset i centrala Stockholm.

### Från papper till digitalt
Under andra halvan av 00-talet mer än halverades upplagan av Aftonbladets pappersutgåva. År 2000 hade tidningen en upplaga på drygt 450 000 exemplar, tolv år senare hade denna minskat till lite drygt 200 000. De flesta av Sveriges dagstidningar har under en lång följd av år sett sin upplaga minska, och tidigare tappade många lokaltidningar till storstadsmedier och TV. Sedan millennieskiftet har fokus hamnat på kvällstidningarna, vars lösnummerköpande kunder fått nya (digitala) medier att konsumera. I Aftonbladets fall har dess digitala betaltidning Aftonbladet Plus ökat mängden abonnenter, till förmån för papperstidningen.
Aftonbladet har sedan 2007 genomgått en mängd sparpaket, där man gjort personalnedskärningar genom uppsägningar, avgångsvederlag eller pensioneringar.
Hösten 2023 meddelade Aftonbladet att man skulle sluta ge ut tidningen i pappersform på söndagar. Orsaken var att söndagsdistributionen hade blivit för kostsam. Ungefär samtidigt fattade konkurrenten Expressen samma beslut angående sin egen utgivning.

## Olika papperseditioner

### Halfveckoupplagan
Innan halvveckoupplagan gav tidningen 1892-1898 ut en veckoupplaga av tidningen. Under perioden 1897 till 1940 gav Aftonbladet ut en halvveckoupplaga med utgivning 2-3 dagar i veckan för att nå fler personer ute i landet och göra tidningen billigare. Fullständig titel för editionen var Aftonbladet/ halfveckoupplagan omväxlande med varannandagsupplagan. Till 1911 kom upplagan ut 2 gånger i veckan onsdag och lördag och en kort tid 1911-1913 3 dagar tisdag, torsdag och lördag. Priset var i början 1 kr 20 öre men höjdes och var efter första världskriget under inflationen 7kr 50 öre innan det föll till 4 kr 1923 sedan steg det igen till 6 kr de sista åren.
Redaktionsort för halvveckoupplagan var Stockholm. Redaktör var 1897-1908 Harald Sohlman och 17 november 1934 till 28 december 1935 P G Pettersson. Tidningen hade mellan 4 och 12 sidor utom sista året 1940 då ända upp till 28 sidor förekom. Tidningen trycktes 1897 till 1932 på Aftonbladets tryckeri och därefter på Stockholmstidningens tryckeri med antikva som typsnitt. Tidningen trycktes i svart till 1910 därefter i svart + en färg till 1940.

### Aftonbladet veckoupplaga för Finland
Editionen var veckotidning med utgivning lördagar till 4 juli 1919 och sedan onsdagar till upphörandet 30 juni 1920. Periodiska bilagor var jordbruksbilagan Lantmannabladet, Brokiga Blad och Hushållsbladet. Tidningen kostade 15 mark utan bilagor och 30 mark med bilagor. Redaktionsort var Stockholm med Harald Sohlman som ansvarig utgivare och redaktör. Tidningen hade 4-8 sidor och gavs ut på svenska. Tidningen trycktes på Aftonbladets tryckeri i svart + en färg.. Från den 6 juli 1919 till 12 augusti 1919 fick prenumeranterna halvveckoupplagan på grund av typografstrejken.

## Kritik och beröm
Både Esaias Tegnér och Per Daniel Amadeus Atterbom var under 1830-talet starkt kritiska till den journalistik som Aftonbladet företrädde. Tegnér ansåg att den liberala pressen "lever som likmaskarna på förruttnelsen" och Atterbom kallade Aftonbladet för "riks-pöbeltidningen". Aftonbladet gav tillbaka mot Atterbom som tidningen kallade "den andeliga och lekamliga lifegenskapens varulf" och en "af munklegender förtorkad mullvad". Senare kallade Viktor Rydberg tidningen för "Aftonpladdret".
Aftonbladet fick kritik av tidningen ETC i samband med den så kallade "nazistaffären" 1998 då bland annat arrangerade nazistiska hotbilder mot kända personer publicerades.
Liksom många andra kvällstidningar har Aftonbladet under 2000-talets första decennium kritiserats för att sätta skvaller före vad som traditionellt kallas för nyheter. Under sent 2006 riktade Peter Kadhammar kritik mot att hans egen tidning behandlade personer som Linda Rosing som en lika viktig nyhetshändelse som Irakkriget.
En undersökning från 2013 genomförd av SOM-institutet visar att endast en av fem tillfrågade svenskar har förtroende för Aftonbladet samt att 38 procent har lågt förtroende för tidningen.
Inför Riksdagsvalet i Sverige 2014 höll Aftonbladets Partiprogrammet med Karin Magnusson en partiledardebatt. Det var första gången det hölls en debatt med alla partiledarna som endast sändes på Internet. I Sveriges Radios program Nordegren & Epstein i P1 berömde Thomas Nordegren Aftonbladet för debatten och kritiserade samtidigt de statliga mediebolagen Sveriges Radio och Sveriges Television för att inte låtsas om den.
Medieakademins årliga förtroendebarometer visade att 14 procent av den svenska allmänheten hade mycket eller ganska stort förtroende för Aftonbladet år 2017, vilket är avsevärt lägre än dagspressen generellt (28 procent), men något högre än Expressen (10 procent).

### Priser
Aftonbladets reportrar och fotografer har tilldelats en lång rad journalistiska priser. Ett urval:
- 1979: Stora journalistpriset: Gunnar Rosell, Aftonbladet, för serien "Du som dricker". Priset gick parallellt till Curt Rådström, Expressen.
- 1980: Stora journalistpriset: Dieter Strand, för hans "unika journalistiska kombinationer".
- 1984: Stora journalistpriset: Göran Skytte, Aftonbladet och Suzanne Sjöqvist, Expressen, delat pris för undersökande journalistik med "tålamod och varsamhet".
- 1986: Stora journalistpriset: Amelia Adamo för hennes "förnyelse av service- och underhållningsjournalistiken".
- 1992: Guldspaden: Maria Trägårdh och Magnus Ringman samt fotografen Åke Ericson för reportageserien "VI och DOM"
- 1993: Guldspaden: Christina Bellander, Stefan Hagberg och Wolfgang Hansson för granskning av läkemedelsföretaget Kabi.
- 1995: Guldspaden (hedersomnämnande): Maria Trägårdh, Jan Karlsson och Åke Ericson för reportageserie om den nya knarkvågen
- 1999: Stora journalistpriset: Maria Trägårdh och Magnus Ringman, Aftonbladet, delat pris – för deras artikelserie om biobanker.
- 2000: Guldspaden: Wolfgang Hansson och Nuri Kino för "Människosmuggling".
- 2000: Stora journalistpriset: Aftonbladet.se.
- 2001: Stora journalistpriset: Richard Aschberg och Erik Korsås, Aftonbladet, delat pris.
- 2001: Lukas Bonniers stora journalistpris: Annette Kullenberg, Aftonbladet.
- 2003: Årets bild: Joachim Lundgren.
- 2009: Årets bild: Magnus Wennman.
- 2009: Årets pressfotograf: Magnus Wennman.
- 2011: Årets bild: Peter Wixtröm.
- 2011: Årets pressfotograf: Magnus Wennman.
- 2011: Guldpennan: Erik Niva.
- 2012: Stora journalistpriset (Årets berättare): Carina Bergfeldt, Aftonbladet, för reportaget "Dagen vi aldrig glömmer – Massakern på Utøya"
- 2013: Nordic Data Journalism Award: Kerstin Weigl för hennes mångåriga granskning av kvinnomord i Sverige, "Män som dödar kvinnor".
- 2013: Årets pressfotograf: Magnus Wennman.
- 2014: Årets pressfotograf: Magnus Wennman.
- 2014: Årets bild: Niclas Hammarström.
- 2014: INMA Awards, internationellt pris: Aftonbladet TV för sin webb-tv-satsning.
- 2014: Advokatsamfundets journalistpris: Oisín Cantwell
- 2015: Lukas Bonniers stora journalistpris: Kerstin Weigl för "Män som dödar kvinnor".
- 2015: Guldspaden: Anders Johansson för grävpodden #Fallet, som ledde till att en morddömd frikändes.
- 2015. Per Wendels pris: Richard Aschberg för "Kommunalskandalen", avslöjandena om ledningens miljonrullning inom fackförbundet Kommunal.
- 2015: Årets dagstidning (Helhetspriset): Aftonbladet.
- 2016: Årets bild: Magnus Wennman.
- 2017: Årets fotograf: Magnus Wennman.
- 2018: Stora journalistpriset (Årets förnyare): Jenny Svenberg Bunnel.
- 2018: Årets bild och Årets nyhetsbild Sverige: Anna Tärnhuvud.
- 2018: Årets ljud & bild: Aftonbladet TV – livesändningen 7 april 2017 (terrordådet på Drottninggatan i Stockholm).
- 2019: Årets TV-fotograf: Magnus Wennman.
- 2019: Årets idé: Aftonbladet och "Maktens kvitton".
- 2019: Årets Ljud & Bild: Aftonbladet podcast.

### Fällningar i Pressens Opinionsnämnd
Mellan november 1969 och juli 2009 fälldes Aftonbladet 253 gånger av Pressens Opinionsnämnd (PO), att jämföra med totalt 2 514 fällningar av PO under perioden. Den näst mest fällda tidningen var Expressen med 183 fällningar. Bland morgontidningarna var Dagens Nyheter den mest fällda, 64 gånger. Under nämnda tidsperiod fälldes totalt 354 tidningar.

### Ifrågasatt jämställdhet
I slutet av 1970-talet gav Aftonbladets kvinnliga journalister ut boken Dokumentet som belyste en manskultur på tidningen. Drygt 35 år senare, den 13 februari 2015, protesterade 75 kvinnliga journalister i ett öppet brev återigen mot vad de upplevde var en manskultur på tidningen och efterlyste ett jämställdhetsperspektiv inför tillsättningen av redaktörstjänsterna.

## Andra medier

### Aftonbladet.se
Aftonbladet.se är sedan 1994 tidningens webbplats på Internet. Den 25 augusti 1994 lade Aftonbladet för första gången ut sina kultursidor på nätet och blev därmed den första svenska tidningen på nätet. Initiativet kom från JMK vid Stockholms universitet som lyckades övertala dåvarande nyhetschefen Bo Hedin att ta steget ut på nätet. Våren 1995 började de även med dagliga webbnyheter som en av de första nyhetstjänsterna på nätet. År 1997 hade aftonbladet.se 100 000 besökare varje dag.
År 1995 startade Aftonbladet en öppen chatt, kallad Aftonbladet Chat, som kom att bli mycket populär. Grundtanken med den var att allmänheten skulle kunna möta och kommunicera med kända personer. Chattvärdar anlitades i syfte att upprätthålla ordning och blockera användare som misskötte sig. Först ut att chatta med läsarna var boxaren George Scott.  Chatten stängdes för gott år 2007.
Enligt tidningen hade Aftonbladet.se i december 2012 knappt 1,8 miljoner besökare dagligen, en minskning med 7 procent jämfört med december 2011. Webbtidningen är i första hand reklamfinansierad, och därutöver finns den digitala betaltidningen Aftonbladet Plus. I början av 2014 gick för första gången Plus om den tryckta tidningen i "upplaga"; den förra har enligt revisionsbyrån PwC numera en såld upplaga på cirka 150 000, den senare har över 160 000 betalabonnenter.
En undersökning av svenskarnas internetvanor 2017 visade att Aftonbladet är den nyhetskälla som flest svenska internetanvändare, 46 procent, vänder sig till när de söker information. På andra plats kom Dagens Nyheter (21 %) följt av Sveriges Television (18 %).

### Text-TV
Aftonbladet började producera nyheter till text-TV 1993 i TV3. Sedan övertog Kanal 5 dessa nyheter, som även senare publicerades i Kanal 9. Den 16 januari 2009 lade Aftonbladet ner sin text-tv-produktion och sade upp avtalet med ProSiebenSat.1 Media, som vid tiden var ägare till Kanal 5 och Kanal 9.

### Punkt.se
Punkt.se var en gratis morgontidning som delades ut i de tre storstadsregionerna Stockholm, Göteborg och Malmö. Ett urval av texterna från nättidningen publicerades tillsammans med nytt material i den här dagstidningen. Tidningen var en konkurrent till Metro och City. Punkt.se upphörde den 19 maj 2008.

### Radionyheter
Aftonbladet sände fram till i mars 2008 dagliga radionyheter i MTG Radios radiostationer. Från och med den 31 mars 2008 togs nyhetssändningarna över av Metro. Redan efter ett och ett halvt år återkom dock Aftonbladets radionyheter i MTG Radios radiostationer i september 2009.

### Aftonbladet TV7
Den 9 oktober 2006 startades den egna tv-kanalen Aftonbladet TV7 med sändningar i det digitala marknätet samt hos operatörerna Com Hem, Viasat, Canal Digital, Tele2Vision och Telia. Kanalen sände dygnet runt sju dagar i veckan hos de flesta av operatörerna med marknätet undantaget där kanalen enbart sändes under vardagar. Aftonbladet gjorde även under digital-TV:s barndomsår flera försök med tjänster via boxar i Com Hem och Canal Digitals kabelnät.
Kanalen hade från start en inriktning på nyhetsprogram men under 2010 började TV7, som den då hette, visa främst kanadensiska underhållningsprogram, latinamerikanska telenovelas och filmer.

### Aftonbladet TV
Aftonbladet TV är en streamingtjänst ägd av Aftonbladet som sänder nyheter och nöjesprogram via webben.

### S24
S24 är en sportsajt som drivs av Aftonbladet Hierta AB. Sajten har visat både livematcher, kortare klipp samt repriser av matcher och tävlingar inom bland annat ishockey, fotboll, motorsport, tennis och golf.

### Aftonbladet Boom
Aftonbladet Boom är en ungdomssajt som startade 2014 och drivs av Aftonbladet Hierta AB. Program som sänds är t.ex. Membersclub, Viral TV, Helt ärligt och sociala experiment från STHLM Panda.

### Politism
Politism.se var en fristående opinionsbildande webbplats med egen chefredaktör som initierades av Aftonbladet i syfte att nå yngre personer med vänstersympatier. Webbplatsen startade som betaversion i augusti 2013 och medfinansierades från starten av LO och fackförbundet Kommunal, med Eric Rosén och Margret Atladottir som redaktörer. Hösten 2014 blev Politism ett aktiebolag där Aftonbladet stod för webbplattformen och deras ägare Schibsted innehade 49 procent och LO och Kommunal tillsammans äger 51 procent. På grund av låga intäkter som varit lägre än personalkostnaderna har ägarna varit tvungna att lämna kapitaltillskott 2015 och 2016.
Den 1 oktober 2018 drog sig Schibsted ur företaget och överlät sin del till LO. Politism lades också vilande i samband med detta.

## Ekonomi och finansiering
Aftonbladets verksamhet finansieras bland annat av lösnummerförsäljning och annonsintäkter. Chefredaktören Jan Helin, som senare utsågs till programdirektör på SVT, har öppet frågat varför inte Aftonbladet kan få del av TV-avgiften för att göra program som Partiprogrammet.

## Kontakter med andra medier

### Klimatjournalistpriset
Aftonbladet delar sedan 2021 ut Klimatjournalistpriset, ett journalistpris på 25 000 kronor som ska uppmuntra till nytänkande och ökad kompetens inom journalistik som rör klimatförändringarna. Den första vinnaren var Alexandra Urisman Otto på Dagens Nyheter för en artikelserie om Sveriges otillräckliga klimatmål. 
I juryn sitter Johan Rockström, Kerstin Brunnberg och Jonathan Jeppsson.

### Charlie Hebdo
Vid tidpunkten för terror-attacken mot den franska tidningen Charlie Hebdo år 2015 valde Aftonbladet att inte publicera några av Charlie Hebdos satirbilder men de ändrade namnet på sin nätupplaga under ett par dagar till "Je suis Charlie", en slogan som användes i sociala medier för att visa stöd med Charlie Hebdo.

## Redaktörer

### Chefredaktörer
- Lars Johan Hierta, 1830–1851
- Carl Fredrik Bergstedt, 1852–1855
- Per Erik Svedbom, 1856–1857
- August Sohlman, 1857–1874
- Wilhelm Dufva, 1869–1870
- Carl-Erik Ekgren, 1874
- Adolf Hedin, 1874–1876
- Peter August Gödecke, 1876–1879
- Johan Spilhammar, 1879–1884
- Gustaf Retzius, 1884–1887
- Ernst Beckman, 1887–1890
- Harald Sohlman, 1890–1921
- Verner Söderberg, 1921–1923
- Elof Lindström, 1923–1924
- Teodor Telander,1924–1932
- Per-Gustaf Peterson, 1933–1956
- Sigvard Malmberg, 1952–1956
- Allan Fagerström, 1956–1961
- Sven Sörmark, 1961–1962
- Kurt Samuelsson, 1961–1965
- Sven Sörmark, 1966–1969
- Gunnar Arvidson, 1969–1970
- Gösta Sandberg, 1971–1981
- Gary Engman, 1981–1985
- Rolf Alsing, 1985–1987
- Thorbjörn Larsson, 1987–1997
- Anders Gerdin, 1997–2007
- Jan Helin, 2008–2015
- Sofia Olsson Olsén, 2016–2018
  - Lena Mellin, 2017
- Lena K. Samuelsson, 2018–2024
- Lotta Folcker, 2024-

### Politiska chefredaktörer

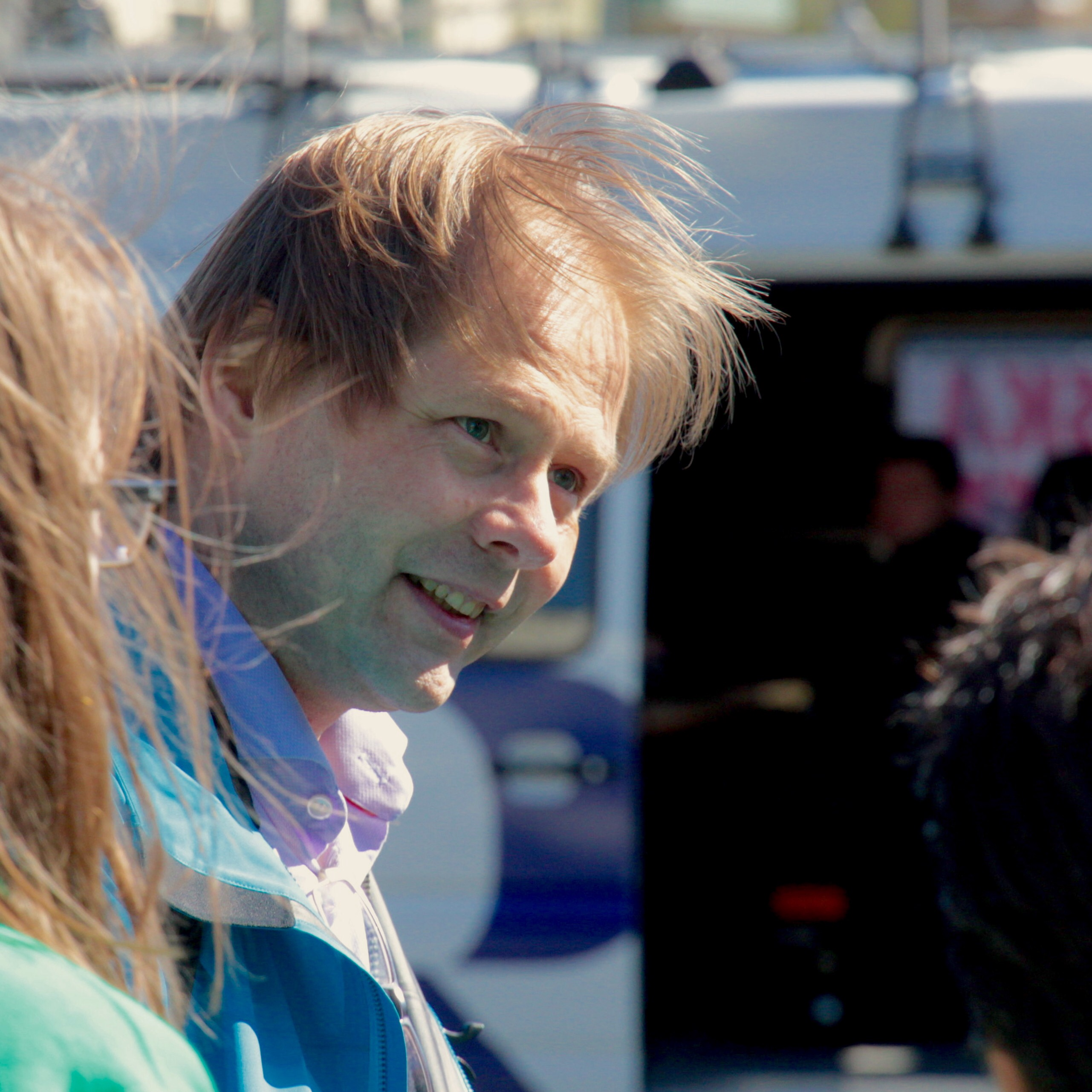
Aftonbladets nuvarande politiska chefredaktör Anders Lindberg, 2017.

- Kurt Samuelsson, 1961–1965
- Gunnar Fredriksson, 1966–1980
- Carl Johan Åberg, 1980–1982
- Yrsa Stenius, 1982–1987
- Rolf Alsing, 1987–2001
- Helle Klein, 2001–2010
- Karin Pettersson, 2010–2018
- Anders Lindberg, 2018–

## Kända journalister vid Aftonbladet, i urval
- Amelia Adamo (född 1947)
- Carl Jonas Love Almqvist (1793–1866)
- Anna Lisa Andersson (1873–1958)
- Lasse Anrell (född 1953)
- Robert Aschberg (född 1952)
- Simon Bank (född 1975)
- Per Bjurman (född 1967)
- Olof Brundin (1961–2018)
- Oisín Cantwell (född 1964)
- Maria Cederschiöld (1856–1935)
- Nima Dervish (f.d. Daryamadj, född 1975)
- Torsten Ehrenmark (1919–1985)
- Gunnar Fredriksson (1930–2025)
- Sigurd Glans (född 1929)
- Jan Guillou (född 1944)
- Johan Hakelius (född 1967)
- Urban Hamid (född 1957)
- Carl Hamilton (född 1956)
- Wendela Hebbe (1808–1899)
- Peter Kadhammar (född 1956)
- Nuri Kino (född 1965)
- Helle Klein (född 1966)
- Robert Laul (född 1976)
- Anders Lindberg (född 1972)
- Anders Lindeberg (1789–1849)
- Åsa Linderborg (född 1968)
- Herman Lindqvist (född 1943)
- Willy Maria Lundberg (1909–2004)
- Viveca Lärn (född 1944)
- Karin Magnusson (född 1971)
- Katrine Marçal (f.d. Kielos, född 1983)
- Liza Marklund (född 1962)
- Sven Melander (1947–2022)
- Lena Mellin (född 1954)
- Erik Niva (född 1978)
- Daniel Nyhlén (född 1975)
- Bengt Olvång (1934–2011)
- Henrik Bernhard Palmær (1801–1854)
- Jens Peterson (född 1953)
- Karin Pettersson (född 1975)
- Magnus Ringman (född 1970)
- Lena K. Samuelsson (född 1964)
- Ronnie Sandahl (född 1984)
- Lasse Sandlin (1943–2020)
- Alex Schulman (född 1976)
- Göran Skytte (född 1945)
- Jonas Stadling (1847–1935)
- Yrsa Stenius (1945–2018)
- Oscar Patric Sturzen-Becker (1811–1869)
- Helena Stålnert (född 1951)
- Lars Svedgård (född 1934)
- Olle Svenning (född 1942)
- Kerstin Thorvall (1925–2010)
- Maria Trägårdh (född 1964)
- Fredrik Virtanen (född 1971)
- Axel Wallengren (1865–1896)
- Jennifer Wegerup (född 1972)
- Arne Weise (1930–2019)
- Monica Zak (född 1939)
- Anna von Zweigbergk (1865–1952)